# 자인군
| Daedongyeojido (Gyujanggak) 17-02.jpg |  |
|                                       |  |

자인군(慈仁郡)은 경상북도의 옛 행정 구역이다. 1914년 행정 구역 개편으로 경산군, 하양군과 합병되어 경산군으로 개편되었다. 현재의 경산시 자인면·용성면·남산면 일대, 진량읍·압량읍 일부에 해당한다.

## 역사
- 신라 시대 노사화현(奴斯火縣) 또는 기화현(其火縣)으로 칭하였다.[1]
- 757년(신라 경덕왕 16년) 자인현(慈仁縣)으로 칭하고, 양주(良州, 현 양산시) 장산군(獐山郡, 현 경산시)에 속했다.
- 1018년(고려 현종 9년) 안동대도호부(安東大都護府, 현 경주시)의 속현으로 병합되었다.
- 1637년(조선 인조 15년) 현감을 두었다.
- 1895년(조선 고종 32년) 음력 윤5월 1일 대구부 자인군으로 개편되었다.[2]
- 1896년(건양 원년) 8월 4일 경상북도 자인군으로 개편되었다.[3]
- 1914년 4월 1일 경산군, 하양군과 통합하여 경산군으로 개편되었다.[4]

## 1914년 이후
| 통폐합 전 | 통폐합 후 (경산군) | 통폐합 후 (경산군)                                                                                 |
| 구 행정구역 | 신 행정구역        | 신 행정구역                                                                                        |
| --- | ------------------ | -------------------------------------------------------------------------------------------------- |
| 자인군 서면(西面) 가일동, 강서동, 남방동, 내동, 당리동, 당음동, 백안동, 신월동, 신천동, 여천동, 유곡동, 점촌동/평산동                                                                        | 압량면             | 가일동, 강서동, 남방동, 내동(內洞), 당리동, 당음동, 백안동, 신월동, 신천동, 여천동, 유곡동, 점촌동 |
| 자인군 읍내면(邑內面) 둔촌동/(상동면)선창동, 교촌동, 동부동/서부동 일부, 서부동 일부, 상관동/하관동, 관신동/도리동, 옥산동/대천동, 울곡동/옥연동, 읍척동/천마동                              | 자인면             | 계남동, 교촌동, 동부동, 서부동, 신관동, 신도동, 옥천동, 울옥동, 읍천동                             |
| 자인군 상북면(上北面) 계림동, 남신동, 남촌동, 단산동/북촌동, 북사동 | 자인면             | 계림동, 남신동, 남촌동, 단북동, 북사동                                                             |
| 자인군 상동면(上東面) 원당동 | 자인면             | 원당동                                                                                             |
| 자인군 중북면(中北面) 가야동/(경산군 동면)가야동, 당곡동, 대원동, 속초동, 신제동, 안촌동, 평사동, 황제동                                                                                     | 진량면             | 가야동, 당곡동, 대원동, 속초동, 신제동, 안촌동, 평사동(平沙洞), 황제동                             |
| 자인군 하북면(下北面) 광석동, 다문동/후동, 마라동/가곡동, 시문동, 현내동/영청동 | 진량면             | 광석동, 다문동, 마곡동, 시문동, 현내동                                                             |
| 자인군 상남면(上南面) 갈지동, 남곡동, 내사동/외사동, 산양동 일부, 안심동, 연하동/묵곡동, 우검동/덕촌동, 평지동/기곡동, 흥정동                                                                | 남산면             | 갈지동, 남곡동, 사림동, 산양동, 안심동, 연하동, 우검동, 평기동, 흥정동                             |
| 자인군 하남면(下南面) 내반동/외반동, 사월동/(상남면)산양동 일부, 상대동, 송내동/중리동, 강촌동/가촌동, 전지동, 조곡동, 하대동/남천동                                                         | 남산면             | 반곡동, 사월동, 상대동, 송내동, 인흥동, 전지동, 조곡동, 하대동                                     |
| 자인군 상동면 경중동/경하동/구경동/행정동 | 남산면             | 경동                                                                                               |
| 자인군 상동면 고방동/은곡동, 고죽동/천북동, 내촌동, 당리동, 금곡동 일부/도덕동, 매남동/장재동/입암동/이암동/구룡동, 사미천동/(하동면)오산동, 금곡동 일부/명계동/금호동/외신동, 쟁광동/어일동 | 용성면             | 고은동, 고죽동, 내촌동, 당리동, 도덕동, 매남동, 미산동, 외촌동, 쟁광동                             |
| 자인군 하동면(下東面) 가척동, 산대동/수동동/두곡동/남역동/북역동, 곡신동, 대종동/(청도군 일위면)석현동 일부, 망덕동/도전동, 부일동, 부제동, 송림동, 용산동, 용전동, 용천동/도산동            | 용성면             | 가척동, 곡란동, 곡신동, 대종동, 덕천동, 부일동, 부제동, 송림동, 용산동, 용전동, 용천동             |